# Spencer (Dacota do Sul)
Spencer é uma cidade localizada no estado norte-americano de Dakota do Sul, no Condado de McCook.

## Demografia
Segundo o censo norte-americano de 2000, a sua população era de 157 habitantes.
Em 2006, foi estimada uma população de 155, um decréscimo de 2 (-1.3%).

## Geografia
De acordo com o United States Census Bureau tem uma área de
0,7 km², dos quais 0,7 km² cobertos por terra e 0,0 km² cobertos por água. Spencer localiza-se a aproximadamente 422 m acima do nível do mar.

## Localidades na vizinhança
O diagrama seguinte representa as localidades num raio de 20 km ao redor de Spencer.